# Auguste-Sidoine Gérard
Auguste Sidoine Charles Léon François Gérard (Soignies, 9 februari 1904 – 16 december 1967) was een bestuurder van koloniale ondernemingen van de groep van de Generale Maatschappij van België.

## Levensloop

### Van geboorte tot Tweede Wereldoorlog
Auguste-Sidoine Gérard werd op 9 februari 1904 geboren in Soignies. Zijn ouders waren Isodore Gérard, eigenaar van een familiebedrijf, en Elvire Van Ham. Van 1915 tot 1920 gaat hij naar de middelbare school in het Athenée Royal d'Ixelles. Vervolgens vat hij een studie rechten aan de Université libre de Bruxelles (ULB) aan. In 1924 onderbrak hij zijn studies voor de militaire dienst, waar hij reserve-officier werd. In 1926 zette hij zijn studies verder en behaalde een rechtendiploma. In hetzelfde jaar ging hij aan de slag bij de Société pour le Commerce du Haut-Congo (SAB). Deze onderneming werd in het leven geroepen door de Compagnie du Congo pour le Commerce et l'Industrie (CCCI) met als doel het bestuderen van de mogelijkheden tot ontginning van grondstoffen en het oprichten van plantages. Gérard bleef er dertien jaar actief. Tussen zijn aanwerving in oktober 1926 en januari 1930 woonde hij drie jaar in Congo.
Eind 1932 huwde hij met Laure Feron. Feron was weduwe van Odilon-Jean Périer, een bekend artiest die de zoon was van Gaston Périer en Jeanne Thys. Jeanne Thys was op haar beurt de dochter van Albert Thys, de oprichter van de CCCI. Gaston Périer, op dat moment topman van de Generale Maatschappij van België (GMB) en bestuurder van tal van koloniale landbouwondernemingen, was getuige op het huwelijk van Gérard en Feron.
In 1938 behaalde Gérard een licentie in de koloniale wetenschappen aan de ULB. In 1939 werd hij gepromoveerd van de SAB naar een functie bij de CCCI.

### Tweede Wereldoorlog
Eind 1930 werd Gérard als reserve-officier ingelijfd in het 4de Regiment van Grenadiers. Hij werd echter al snel overgeplaatst naar het Auditoriaat-Generaal en vervolgens naar de Staatsveiligheid. Na de capitulatie van het Belgische leger in mei 1940 reisde hij met zijn dienst naar het zuiden van Frankrijk. Van daaruit werd hij naar de kolonie gestuurd, waar de Belgische koloniale administratie de staatsmacht bleef uitoefenen.
In juli 1940 kwam Gérard met zijn vrouw aan in Leopoldstad. Hij werd er de in Afrika verblijvende directeur van de CCCI. Zijn prioriteit werd het opvoeren van de productie van rubber, hevea en andere grondstoffen voor de oorlogseconomie.
In 1942 nam hij opnieuw de wapens op om de opmars van de as-mogendheden in Centraal-Afrika tegen te houden. Hij werd door het Hoofdkwartier van de Openbare Weermacht tewerkgesteld als verbindingsofficier met het Hoofdkwartier van de Amerikaanse strijdkrachten in Centraal-Afrika.
Begin 1944 werd Gérard door het Auditoriaat-Generaal naar Londen gehaald en in augustus 1944 werd hij ingelijfd bij de Belgische strijdkrachten in Groot-Brittannië. Ten slotte ging hij aan de slag als verbindingsofficier met de 'État-major' van de 12de Amerikaanse legereenheid van Generaal Omar Bradley.
In 1945 ontving hij verschillende militaire onderscheidingen voor zijn inzet aan de zijde van de geallieerden: de Amerikaanse Bronze Star, de Britse France and Germany Star en de Belgische Medaille voor de Koloniale Oorlogsinspanning 1940-1945.

### Topbestuurder van koloniale ondernemingen
Na de Tweede Wereldoorlog keerde Gérard terug naar de economische wereld. Hij werd aangesteld als directeur van de Compagnie du Kasaï en werd vertegenwoordiger van de Raad van de CCCI in Belgisch-Congo, waar hij verbleef van september 1945 tot oktober 1946. Zijn klerk in die periode was de évolué Cyrille Adoula, die later Eerste minister van Congo zou worden. Na zijn verblijf van een jaar in Leopoldstad keerde hij terug naar Brussel, waar hij raadgever van de CCCI en gedelegeerd beheerder van de Compagnie du Kasaï werd.
In de daaropvolgende jaren verkreeg Gérard meer verantwoordelijkheden in de koloniale ondernemingswereld binnen de groep van de Generale Maatschappij van België. Hij nam bestuursfuncties op in tal van ondernemingen en werd in 1951 een actief lid van het Comité Intérieur Colonial. Hoewel zijn functie in Brussel gebaseerd was, reisde hij nog tientallen malen af naar Congo voor bedrijfsbezoeken en voor contacten met de autoriteiten.
Tijdens de Congocrisis stond hij negatief tegenover Patrice Lumumba, maar verkoos hij een gematigd burgerlijk politicus zoals zijn goede vriend Cyrille Adoula boven de militair Mobutu.
Auguste-Sidoine Gérard overleed op 16 december 1967 aan een longembolie. Op 5 november 1970 werd een biografische notitie gepubliceerd in de Belgische Overzeese Biografie. De fiche werd geschreven door Edgar Van der Straeten, vice-gouverneur van de Generale Maatschappij van België en jarenlang een collega van Gérard.